# Absolute New Country 3
Absolute New Country 3, kompilation i serien Absolute New Country udgivet i 1995.

## Spor
1. Lee Roy Parnell – "Knock Yourself Out"
2. Emmylou Harris – "Thanks To You"
3. John Michael Montgomery – "Sold (The Grundy County Auction Incident)"
4. Carlene Carter – "Hurricane"
5. Brooks & Dunn – "If That's The Way You Want It"
6. Travis Tritt feat. Marty Stuart – "The Whiskey Ain't Workin'"
7. Lari White – "If I'm Not Already Crazy"
8. George Ducas – "Hello Cruel World"
9. Tamra Rosanes feat. John Prine – "I Just Want To Dance With You"
10. Pam Tillis – "I Was Blown Away"
11. Clint Black – "I Can Get By"
12. Martina McBride – "Independence Day"
13. Alan Jackson – "I Don't Even Know Your Name"
14. Ester Brohus – "Wall Of Tears"
15. Ricky Lynn Gregg – "Dog House Blues"
16. Faith Hill – "Let's Go To Vegas"
17. Blackhawk – "Stone By Stone"
18. John Berry – "Think About It All The Time"
19. Tanya Tucker – "If Your Heart Ain't Busy Tonight"
20. Diamond Rio – "Finish What We Started"